# Kompromis z Caspe

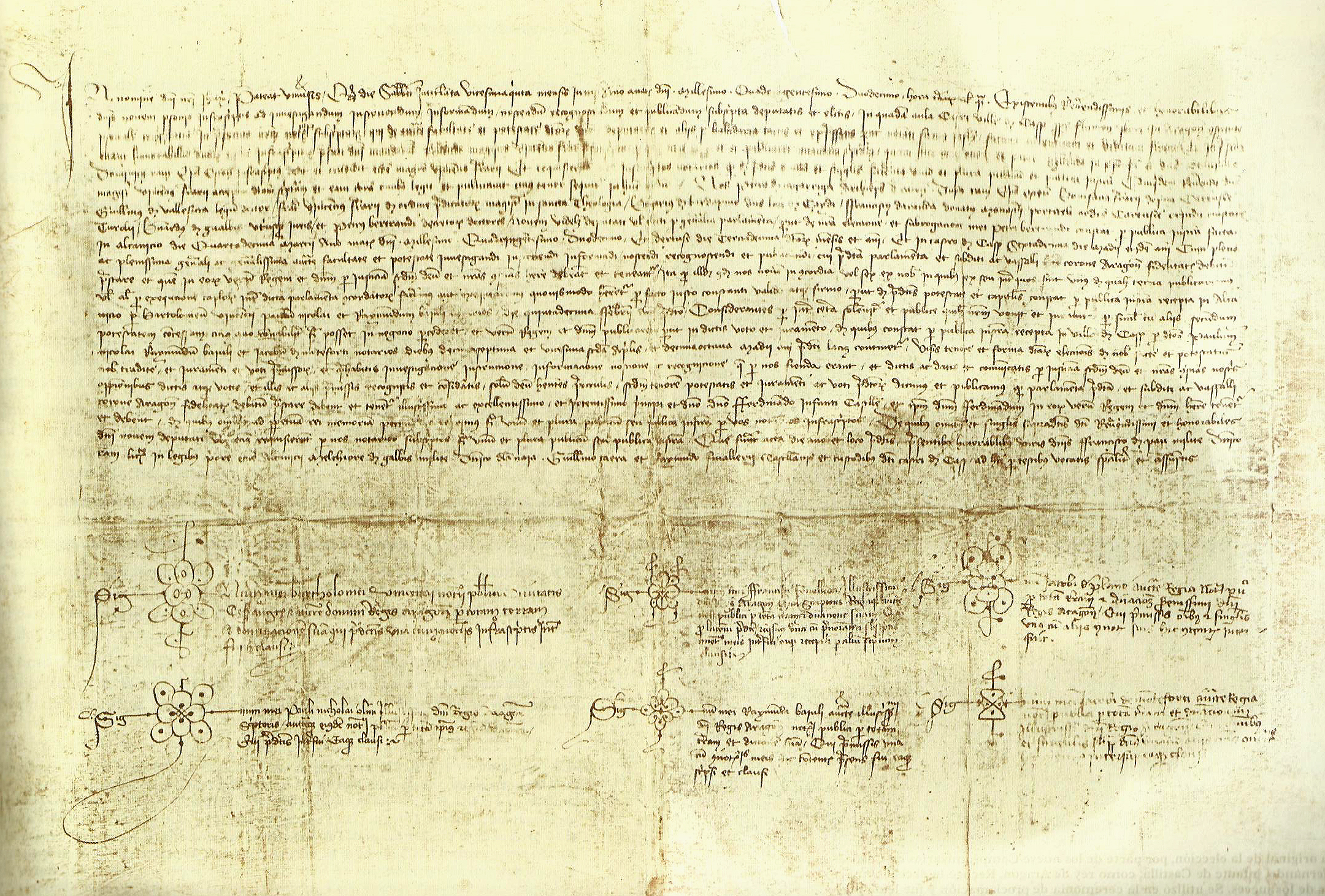
Originál listiny kompromisu.

Kompromis z Caspe (katalánsky Compromís de Casp, španělsky Compromiso de Caspe) bylo shromáždění zástupců zemí aragonské koruny svolané do aragonského města Caspe k vyřešení dvouletého interregna, které nastalo v roce 1410 po smrti krále Martina I. Aragonského, který nezanechal legitimní potomky ani nejmenoval nástupce. Následnictví aragonského trůnu bylo spíše otázkou zvyku než jasně daného následnického řádu. Od nástupu Barcelonské dynastie na aragonský trůn a vytvoření Aragonské koruny v roce 1162 přecházel trůn vždy z otce na nejstaršího syna nebo na mladšího bratra. O uprázdněný trůn se tak díky nejasnému následnictví ucházela čtveřice kandidátů. Parlamenty jednotlivých zemí aragonské koruny (kortesy), ač preferující rozdílné kandidáty se po intervenci papeže Benedikta XIII. shodly na potřebě vyřešení nastalého problému. Devět vybraných delegátů, tři za každou zemi, se sešli v aragonském městě Caspe ležícím nedaleko hranic Aragonie, Katalánska a Valencie. Výsledkem shromáždění trvajícího od 29. března do 28. června 1412 byl kompromis, na základě kterého se po volbě delegátů stal novým králem Ferdinand Kastilský, mladší syn Martinovy sestry Eleonory.
Důsledkem volby Ferdinanda Kastilského byl mj. růst vlivu sousední Kastilie na dění v Aragonu, což vyvrcholilo o půlstoletí později sňatkem jeho vnuka Ferdinanda II. a kastilské královny Isabely, díky čemuž došlo ke spojení obou království a vzniku Španělska.

## Účastníci jednání

### Kandidáti

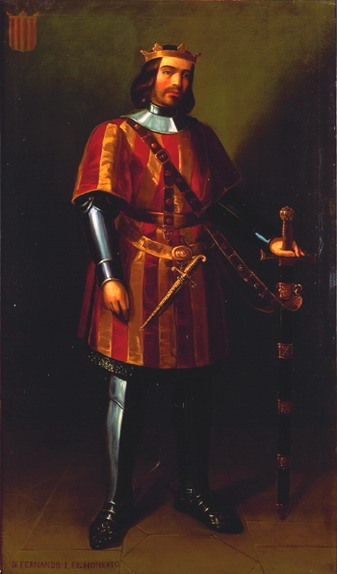
Vítězný uchazeč Ferdinand Kastilský.

- Ludvík z Anjou – prasynovec Martina Aragonského, správce království, dědic dle kognatické primogenitury
- Fridrich de Luna – vnuk Martina Aragonského, nemanželský syn Martina Sicilského
- Ferdinand Kastilský – druhorozený syn Martinovi sestry Eleonory, nejbližší legitimní dědic (vyjma potomků jeho staršího bratra, následníků kastilského trůnu), kastilský regent
- Jakub II. z Urgellu – nárokovatel trůnu jako nejbližší mužský příbuzný v mužské linii tj. dle sálského práva, také švagr Martina I. (manžel jeho sestry Isabely Aragonské)
- Alfonso z Gandii – nárokovatel trůnu z pozice nejstaršího žijícího příslušníka rodu

Rodokmen kandidátů:
- Jakub II. Aragonský
  -  Alfons IV. Aragonský
    -  Petr IV. Aragonský
      -  Jan I. Aragonský
        -  Jolanda Aragonská
          -  Ludvík z Anjou (* 1403)

      -  Martin I. Aragonský
        -  Martin I. Sicilský
          -  Fridrich de Luna (* 1401)

      - Eleonora Aragonská
        - Ferdinand Kastilský (* 1380)

      -  Isabela Aragonská

    - Jakub I. z Urgellu
      - Petr II. z Urgellu
        - Jakub II. z Urgellu (* 1380) ∞ Isabela Aragonská

  -  Petr Aragonský
    -  Alfonso z Gandii (* 1332)

### Delegáti zemí aragonské koruny
- Delegáti Aragonského království
  - Domènec Ram, biskup z Huesci, hlasoval pro Ferdinanda Kastilského
  - Francesc de Aranda, vyslanec papeže Benedikta XIII., hlasoval pro Ferdinanda Kastilského
  - Berenguer de Bardaixí, zástupce aragonských kortesů, hlasoval pro Ferdinanda Kastilského
- Delegáti Valencijského království
  - Vicent Ferrer, dominikánský mnich, hlasoval pro Ferdinanda Kastilského
  - Bonifaci Ferrer, převor kláštera v Portaceli, hlasoval pro Ferdinanda Kastilského
  - Pere Bertran, náhradník Genera Rabassy, právník, zdržel se hlasování
- Delegáti Katalánského knížectví
  - Pere de Sagarriga i de Pau, arcibiskup z Tarragony, hlasoval pro Jakuba z Urgellu a Alfonse z Gandii
  - Bernat de Gualbes, barcelonský radní, hlasoval pro Ferdinanda Kastilského
  - Guillem de Vallseca, zástupce Corts Reials Catalanes, hlasoval Jakuba z Urgell